# Zabieg Credégo
Zabieg Credégo – zabieg wykonywany na noworodku w profilaktyce rzeżączkowego zapalenia spojówek z zastosowaniem 2% roztworu azotanu srebra. Został wprowadzony w 1880 przez Carla Credégo. 
Obecnie często stosuje się 1% roztwór azotanu srebra, którym należy zakropić oczy. Po wykonaniu zabiegu oczu nie należy przemywać solą fizjologiczną (wytrącenie chlorku srebra). Zamiast roztworu azotanu srebra stosuje się również erytromycynę w maści 0,5% lub 1% roztwór tetracykliny.